# Pero heralda
Pero heralda là một loài bướm đêm trong họ Geometridae.